# كروتون فيتنامي
كروتون فيتنامي (الاسم العلمي:Croton vietnamensis) هو نوع نباتي يتبع جنس الكروتون من فصيلة الحلابية.